# Alegeri locale în România, 2012/Brașov
Alegerile locale din 2012 în România au avut loc pe data de 10 iunie 2012. În județul Brașov s-au înscris la aceste alegeri 29 de partide politice, alianțe politice, alianțe electorale și organizații ale cetățenilor care aparțin minorităților naționale.

## Rezultate
Sumarul rezultatelor alegerilor locale din România în județul Brașov, 2012
| Partid | Partid                                             | Partid                                             | Partid                                             | Președinte consiliul județean | Președinte consiliul județean | Președinte consiliul județean | Primari | Primari | Primari | Locuri în consiliile locale | Locuri în consiliile locale | Locuri în consiliile locale | Locuri în consiliul județean | Locuri în consiliul județean | Locuri în consiliul județean |
| Partid | Partid                                             | Partid                                             | Partid                                             | Voturi                        | %                             | Locuri                        | Voturi  | %       | Locuri  | Voturi                      | %                           | Locuri                      | Voturi                       | %                            | Locuri                       |
| ------ | -------------------------------------------------- | -------------------------------------------------- | -------------------------------------------------- | ----------------------------- | ----------------------------- | ----------------------------- | ------- | ------- | ------- | --------------------------- | --------------------------- | --------------------------- | ---------------------------- | ---------------------------- | ---------------------------- |
|        | Uniunea Social Liberală (USL)                      | Uniunea Social Liberală (USL)                      | Uniunea Social Liberală (USL)                      | 125.917                       | 47,15                         | 1                             | 57.183  |         | 5       | 52.053                      | 21,86                       |                             | 119.215                      | 44,89                        | 17                           |
|        | Nicolae Țucunel (Independent)[a]                   | Nicolae Țucunel (Independent)[a]                   | Nicolae Țucunel (Independent)[a]                   | 75.940                        | 28,43                         | 0                             | -       | -       | -       |                             |                             |                             |                              |                              | 0                            |
|        | Partidul Social Democrat (PSD)                     | Partidul Social Democrat (PSD)                     | Partidul Social Democrat (PSD)                     | -                             | -                             | -                             | 35.083  |         | 10      | 30.553                      | 11,31                       |                             | -                            | -                            | -                            |
|        | Alianța de Centru-Dreapta (ACD)[b]                 | Alianța de Centru-Dreapta (ACD)[b]                 | Alianța de Centru-Dreapta (ACD)[b]                 | -                             | -                             | -                             | 20.132  |         | 9       | 16.299                      | 6,03                        |                             | -                            | -                            | -                            |
|        | Partidul Național Liberal (PNL)                    | Partidul Național Liberal (PNL)                    | Partidul Național Liberal (PNL)                    | -                             | -                             | -                             | 19.292  |         | 11      | 18.559                      | 6,87                        |                             | -                            | -                            | -                            |
|        | Partidul Conservator (PC)                          | Partidul Conservator (PC)                          | Partidul Conservator (PC)                          | -                             | -                             | -                             |         |         | 0       | 4.973                       | 1,84                        |                             | -                            | -                            | -                            |
|        | Partidul Democrat Liberal (PDL)                    | Partidul Democrat Liberal (PDL)                    | Partidul Democrat Liberal (PDL)                    | -                             | -                             | -                             | 92.562  |         | 18      | 71.457                      | 26,45                       |                             | 74.247                       | 27,95                        | 11                           |
|        | Partidul Poporului – Dan Diaconescu (PP-DD)        | Partidul Poporului – Dan Diaconescu (PP-DD)        | Partidul Poporului – Dan Diaconescu (PP-DD)        | 19.461                        | 7,28                          | 0                             |         |         | 0       | 14.789                      | 5,47                        |                             | 16.888                       | 6,35                         | 2                            |
|        | Uniunea Democrată Maghiară din România (UDMR)      | Uniunea Democrată Maghiară din România (UDMR)      | Uniunea Democrată Maghiară din România (UDMR)      | 15.309                        | 5,73                          | 0                             | 10.172  |         | 4       | 14.480                      | 5,36                        |                             | 16.809                       | 6,32                         | 2                            |
|        | Forumul Democrat al Germanilor din România (FDGR)  | Forumul Democrat al Germanilor din România (FDGR)  | Forumul Democrat al Germanilor din România (FDGR)  |                               | 3,90                          | 0                             | 6.304   |         | 0       | 10.460                      | 3,87                        | 4                           | 13.377                       | 5,03                         | 2                            |
|        | Uniunea Națională pentru Progresul României (UNPR) | Uniunea Națională pentru Progresul României (UNPR) | Uniunea Națională pentru Progresul României (UNPR) |                               |                               | 0                             |         |         | 1       |                             |                             |                             |                              |                              | -                            |
|        | Alte partide                                       | Alte partide                                       | Alte partide                                       |                               |                               | 0                             |         |         | 0       |                             |                             |                             |                              |                              | 0                            |
| Total: | Total:                                             | Total:                                             | Total:                                             | 267.028                       | 100                           | 1                             | 276.251 | 100     |         |                             | 100                         |                             | 265.558                      | 100                          | 34                           |
| Sursa: |                                                    |                                                    |                                                    |                               |                               |                               |         |         |         |                             |                             |                             |                              |                              |                              |

Note
1. ^ Susținut de PDL și UNPR.
2. ^ Alianță între PNL și PC.